# Valery Vladimirovich Polyakov
Valeri Vladimirovich Polyakov (tiếng Nga: Валерий Владимирович Поляков) (sinh ngày 27 tháng 4 năm 1942 - mất ngày 7 tháng 9 năm 2022) là nhà du hành vũ trụ người Nga. Ông hiện giữ kỷ lục về việc bay trong không gian lâu nhất trong lịch sử nhân loại trong một chuyến du hành vũ trụ, khi ở trên trạm không gian Mir hơn 14 tháng (437 ngày 18 giờ) .Các kinh nghiệm kết hợp trong không gian của ông là hơn 22 tháng.
Ông qua đời ngày 7 tháng 9 năm 2022, hưởng thọ 80 tuổi.

## Cuộc đời và Sự nghiệp
Polyakov sinh tại Tula, tỉnh Tula, Liên Xô. Tên ban đầu của ông là Valeri Ivanovich Korshunov; sau khi được cha dượng nhận nuôi năm 1957, thì ông đổi tên. Polyakov vào học trường trung học Tula số 4 và tốt nghiệp năm 1959. Sau đó ông vào học ở Học viện Y học Ivan Sechenov ở Moskva và tốt nghiệp bằng tiến sĩ y khoa. Ông tiếp tục nghiên cứu chuyên môn trong lãnh vực Y học du hành vũ trụ ở Viện các vấn đề Sinh học và Y học thuộc Bộ Y tế Moskva.
Ông được tuyển chọn làm nhà du hành vũ trụ trong Nhóm Y học 3 ngày 22.3.1972.
Ông là nhà du hành vũ trụ trên các chuyến bay của tàu Soyuz TM-6 / Soyuz TM-7 và Soyuz TM-18 / Soyuz TM-20 tới trạm không gian Mir.
Ông rút lui khỏi ngành du hành vũ trụ ngày 1.6.1995. Hiện nay ông là Phó giám đốc Bộ Y tế Moskva. Ông kết hôn và có một người con.

## Các chuyến bay không gian
- Soyuz TM-6 / Soyuz TM-7 - 28.8.1988 tới 27.4.1989 - 240 ngày, 22 giờ, 34 phút
- Soyuz TM-18 / Soyuz TM-20 - 8.1.1994 tới 22.3.1995 - 437 ngày, 17 giờ, 58 phút